# SVT Nyheter & Samhälle
SVT Nyheter & Samhälle är en så kallad enhet inom Sveriges Television. Enheten är lokaliserad till Stockholm och producerar nyhetsprogram, samhällsprogram, kulturprogram och dokumentärer. Inom enheten finns 550 medarbetare (augusti 2004). Fram till 2008 är Jan Axelsson chef för enheten. Han efterträdde Eva Hamilton. Enheten slogs 2008 samman med SVT Sport till en division under namnet SVT Nyheter. Till chef för divisionen utsågs Olov Carlsson.   

## Samhälle
I Stockholm finns redaktionen för aktualitetsprogrammet Agenda. Även Uppdrag Granskning har en redaktion i Stockholm.

## Nyheter
Fram till 1999 hade SVT två separata nyhetsredaktioner, Aktuellt och Rapport. 1999 startade en tredje, SVT24. Under 1999 och 2000 överfördes successivt samtliga Rapportsändningar (förutom huvudsändningen 19.30) till SVT24, den 28 juni 1999 tog SVT24 över Rapport klockan 12.00, den 23 augusti 1999 Rapport klockan 16.00 och 17.00, den 10 januari 2000 Rapports morgonsändningar och den 3 april 2000 även sena Rapport. Anledningen var att SVT24 utnyttjade en helt ny och mer personaleffektiv teknik än Rapport.
Det var dock mycket produktionskrävande att driva tre nyhetsredaktioner parallellt. Därför genomfördes under år 2000 en omorganisation där man köpte in ny modernare teknik samt slog samman de tre redaktionerna till en enda "centraldesk". Bland annat utrikeskorrespondenter och teknisk personal kom att tillhöra centraldesken.
Varje nyhetsprogram har dock kvar en egen redaktion med programledare, vissa reportrar, redaktörer, kommentatorer etc. Varumärkena Rapport, Aktuellt och SVT24 fortsatte också att användas. I september 2001 återfördes kortsändningarna från SVT24 till Rapport och SVT24 inriktade sig på digitalkanalen. Sedan dess har det blivit allt vanligare att Rapport används som SVT:s främsta nyhetsprogram. Sedan 2003 står Rapport även för nyheterna i SVT24, såväl som extrasändningarna.
Idag producerar man program under namn som Rapport, Aktuellt, Gomorron Sverige, A-ekonomi och Studio 24.

### Nyhetsuppläsare
Dessa nyhetsuppläsare finns i Rapports sändningar under morgon, eftermiddag, sen kväll och natt samt Aktuellt 18.00 och Aktuellt 21:s telegramdel. Aktuellt 21.00 och Rapport 19.30 har egna programledare.
- Anna Olsdotter Arnmar
- Peter Dahlgren
- Ann-Britt Ryd Pettersson
- Katarina Sandström
- Ulf Wallgren